# Imotski
Imotski je město v dalmatském vnitrozemí (Chorvatsko) se 4347 obyvateli (celkový počet obyvatel v samosprávné oblasti je 10213 (z roku 2001)). Leží blízko hranice s Bosnou a Hercegovinou. Nejbližším pobřežním městem je Makarska. Imotski je známé svými středověkými pevnostmi na útesech Modrého jezera (Modro jezero). Dalším fenoménem je Červené jezero (Crveno jezero). Obě jezera jsou pravděpodobně spojena pomocí podzemních kanálů s Jaderským mořem. Na rozdíl od sousedních měst má Imotski vzdělávací systém složený ze základního a středního školství, a to již od dob Rakouska-Uherska (středoškolské instituce založeny 1912).

## Významní lidé
Nejslavnějším rodákem Imotskeho je Zvonimir Boban, kapitán chorvatského národního fotbalového mužstva, které na Světovém poháru FIFA roku 1998 skončilo na třetí příčce. Ve městě sídlí i klub chorvatské fotbalové ligy NK Imotski. Mezi rodáky, jejichž jména jsou známa i daleko za hranicemi města patří zpěvačka Neda Ukraden, filmový režisér Antun Vrdoljak a tenistka Silvija Talaja.
Okolo roku 1898 byl v místním kostele ředitelem kůru český hudební skladatel Arnošt Praus. Narodil se zde skladatel vážné hudby, ale i např. pochodu Adria – Josef Řáha (15.4.1902–4.12.1972 Chomutov).